# 셀러브리티 셰프
셀러브리티 셰프(영어: celebrity chef) 또는 셰프테이너(cheftainer)는 셰프(chef)와 엔터테이너(entertainer)를 합성한 신조어이다. 주로 전문 조리사(調理師)들로 요리를 전문적으로 다루는 프로그램, 혹은 요리를 소재로 하는 예능 프로그램에서 요리 실력과 엔터네이너의 끼와 재능을 보여주며 2015년 방송가 트렌드로 자리잡았다. 오래전부터 먹방은 방송의 인기 요소였으나 여기에 요리를 하는 일련의 과정을 담아낸 '쿡(cook)방'
이 등장해 셰프테이너가 방송에 활발하게 등장하기 시작했다.  먹방에서 쿡방으로의 전환에 기폭제가 된 것은 tvN의 삼시세끼에서 차승원이 음식을 만들며 '차줌마'라는 별명으로 많은 인기를 얻으면서부터였다. 이후 전문 셰프들이 많은 프로그램에 출연했는데 특히 올리브TV의 프로그램 '올리브쇼 보관됨 2015-09-27 - 웨이백 머신'에서 주제별에 따른 다양한 셰프가 출연하며 셰프테이너라는 개념이 형성되었다. 또한 JTBC에서 요리와 예능을 접목한 냉장고를 부탁해에서 다양한 셰프 캐릭터가 등장해 2015년 예능 프로그램의 섭외 1순위가 되었다.

## 셰프테이너 목록

### 승우아빠
요리를 주로 하는 한국계 캐나다인의 유튜버이다. 소속사는 샌드박스 네트워크로 2023년 12월 기준 구독자 수는 145만 팔로워다.

### 최현석
셰프테이너 열풍의 일등공신이라고 할 수 있다. 본격적인 셰프테이너 열풍이 불기 전 2011년 케이블채널 올리브 TV의 요리 프로그램 ‘올리브 쿠킹타임’과 푸드TV의 ‘셰프 최현석의 크레이지타임’ 등에 출연하면서 인지도를 쌓았다. 비록 당시에는 지금처럼 대중적인 인지도가 높지는 않았지만, 업계에서는 1000여 개에 달하는 창작 요리를 만들어 ‘크레이지 셰프’라는 별명이 있을 정도로 실력을 인정받았었다. 그러다 종합편성채널 JTBC ‘냉장고를 부탁해’에서 특유의 허세 가득한 동작으로과 반전 요리 실력으로 큰 인기를 얻었다. 냉부해 출연 이후 톱스타 측정의 바로미터라는 여러 개의 광고에 출연중이다. 현재 그가 출연 중인 광고는 홈플러스 한우를 비롯해 빙그레 요파, 동원 양반김, 카메라 브랜드 캐논과 미래에셋, 게임인 던전앤파이터 등이 있다.
또한 KBS2 인간의 조건3-도시농부를 비롯해 다양한 예능 프로그램에 출연하였다. 특히 인간의 조건3-도시농부 편은 요리와 관련된 예능 프로그램이 아니라는 점에서, 최현석 셰프가 셰프라는 본업을 넘어 예능인으로써 방송계에서 소비되고 있음이 증명되었다. 이 외에도 최근 SBS의 추석특집 프로그램 '어머니가 누구니?'에서 전현무와 함께 MC를 맡는 등 예능인으써 활동 반경을 넓히고 있다.

### 백종원
백종원은 냉장고를 부탁해와 함께 셰프테이너 열풍의 한 축을 이루고 있다.
사실 백종원은 이전에 배우 소유진의 남편으로 알려져 있었다. 하지만 이제는 소유진이 '백종원의 아내'이라고 불릴 만큼 대중적인 인기를 얻고 있다. 엄밀히 말하자면 백종원은 셰프는 아니다. 하지만 오히려 대중을 상대로 하는 프렌차이즈 요리 사업가라는 점이 그를 다른 셰프들과 다르게 만들어 주었다. 백종원은 다른 셰프들과는 다르게 누구나 따라할 수 있는 쉬운 레시피를 주로 소개한다. 특히 설탕과 만능간장, 닭갈비 소스 등 한 번 만들고 여러 가지 요리에 활용할 수 있는 레시피는 백종원을 대표하는 키워드다. 백종원의 하차 이후 마이 리틀 텔레비전의 화제성이나 시청률이 떨어졌다는 것은 백종원이 현재 대한민국 방송계에 끼치는 영향을 단적으로 보여준다. 또한 방영 이전에는 집밥 백선생의 아류작이라며 비난을 받았던 SBS의 백종원의 3대 천왕은 금요일 심야시간대에서 7%의 안정적인 시청률을 기록하고 있다. 이와 같은 백종원은 인기는 엄청난 몸값의 CF로 증명되고 있는데, 광고 기획자 관계자에 따르면 백종원의 CF 몸 값은 건당 연간 2~3억원 수준이다.

## 영향력
셰프테이너의 인기는 tv 프로그램에서 뿐만 아니라 다양한 광고와 매출에 영향을 미치고 있다. 셰프들의 전문성을 보여주는 식품업계에서 가장 두드러진 셰프터이너의 활약을 볼 수 있고 음식과 무관한 전자제품이나 뷰티업계까지 진출하고 있다.  농심켈로그는 최근 새로운  시리얼을 출시하며  오세득 셰프를 광고 모델로 기용했으며  팔도역시 짜장면을 출시하며 중식의 대가인 이연복 셰프를 선정했다.
캐논은 최현석 세프의 특유의 소금뿌리는 퍼포먼스로 유머러스하고 재치있는 광고를 선보였으며 화장품 브랜드 키엘에서도 샘킴과 김풍을 모델로 하여 에센스와 자외선 차단제를 소개했다CJ제일제당의 해찬들은 ‘집밥 백선생’ 등에 나왔던 쿡방 레시피와 연계한 다양한 마케팅 활동으로 지난 7∼8월 2개월간 누계 가정용된장 전체 매출이 전년 대비 28% 증가했다. CJ제일제당 측에서는 쿡방의 영향으로 손쉽게 집에서 해먹을 수 있는 레시피들이 인기를 끌면서 이를 온라인상에서 마케팅에 적극 활용하고 있으며 9월이면 집밥 백선생을 활용한 라이선스 계약이 만료되지만 연장을 검토 중이라고 밝혔다.

## 논란
최근 시청자들은 셰프테이너의 본업인 요리 뿐 아니라 그들의 행동과 언행에도 주목을 하고 있다. 이는 셰프테이너들이 다양한 예능 프로그램에 출연하면서 연예인 못지않은 큰 인기를 얻게 됐기 때문이다. 그에 따라 이들의 말과 행동이 구설수에 오르기도 했다.
강레오 셰프는 2015년 6월 19일 웹진 채널예스와의 인터뷰에서 한국에서 서양 음식을 공부하고 분자요리에 도전하는 요리사들에 대해 부정적인 발언을 해 논란이 되었다.많은 네티즌들은 한국 토종 셰프인 최현석 셰프를 저격한 발언을 한 것이 아니냐며 비난했고, 결국 강레오 셰프는 최현석 셰프에게 공식 사과를 하기도 했다.
또한 JTBC 냉장고를 부탁해에 출연했던 맹기용 셰프도 레시피 표절 의혹으로 논란이 되었다. 레시피 표절에 앞서 맹기용 셰프는 2015년 5월 25일 방송된 JTBC 냉장고를 부탁해에서 꽁치 통조림을 이용해서 샌드위치를 만든 후 게스트에게 혹평을 받았다. 방송 이후 일부 시청자들은 맹기용 셰프의 실력에 대해 의문을 품고 JTBC 냉장고를 부탁해 게시판에 강력하게 하차를 요구하기도 했다. 이후 맹기용 셰프는 2015년 6월 22일 JTBC 냉장고를 부탁해에서 오징어를 재료로 만든 ‘오시지’를 선보였지만 유명 블로거의 레시피를 표절했다는 의혹을 받았다. 이후 논란이 계속 되자 2015년 6월 30일 맹기용 셰프는 본인의 페이스북을 통해 JTBC 냉장고를 부탁해에서 자진 하차하겠다는 소식을 알렸다.

## 셰프테이너의 한계
MBC 아빠 어디가, KBS2 슈퍼맨이 돌아왔다 등 육아 예능이 인기를 끌자 그를 뒤따르는 다양한 육아 예능이 생겨났고, 외국인을 소재로 한 KBS2 미녀들의 수다나 JTBC 비정상회담 같은 예능 프로그램의 인기에 힘입어 다양한 외국인 예능이 등장했다. 이처럼 일본에서부터 시작된 먹방과 쿡방 열풍은 한국에도 요리 프로그램 열풍을 불러일으켰다. 일본 프로그램인 고독한 미식가, 심야식당 등은 국내에서도 일찌감치 방영된 적이 있다. 이와 같이 최근에는 셰프와 음식이 없는 프로그램을 찾아보기 어려울 정도가 됐다. tvn의 집밥 백선생, JTBC의 냉장고를 부탁해등 셰프를 출연자로 해서 진행되는 다양한 요리 프로그램의 등장은 셰프테이너의 파급력을 증명해준다. 하지만 일부 관계자들은 요리를 소재로 한 유사 프로그램이 너무 많고 음식을 만들고 맛보는 비슷한 장면들의 반복은 시청자들의 싫증을 불러일으킬 것이라고 지적하기도 했다.

## 같이 보기
- 먹방
- 냉장고를 부탁해
- 셰프
- 삼시세끼